# Ivád
Ivád község Heves vármegye Pétervásárai járásában.

## Fekvése
Pétervására nyugati szomszédságában fekszik; további közvetlenül határos települések még: dél felől Mátraballa, nyugat felől Mátraterenye, nyugat-északnyugat felől pedig Mátranovák.
Csak közúton érhető el, a 23-as főúton, amelyről két helyen is le lehet térni a településre: Bátonyterenye felől a 20+300-as kilométerszelvény közelében, illetve Pétervására felől még a 21. kilométer elérése előtt.

## Története
Az első írásos említése a térség többi településéhez hasonlóan 1311-ből való, possessio Ivand néven. (Ez valószínűleg Ivánd településre vonatkozik, hiszen a mai Ivád annak idején Ivagy-puszta néven szerepelt és évszázadokig Ivagy családról beszélünk...) 1321 Ivád község "Ivagy-puszta" néven a levéltári adatok szerint ekkor már létezett. 1456-ban Iwagh, később Ivágy néven is szerepel. A 15-17. század elejéig az Ivády család birtokában volt. Írott emlékeink a 18. századig minden Ivágyiról mint pétervásárai lakosról szólnak. Ivádon mégis valami majorság, esetleg néhány jobbágyszállás lehetett. 1748-ban jelent meg először az egyik okiraton az Ivády vezetéknév. Ettől kezdve a települést is Ivádnak nevezték. 1778-ban a férfiágon az Ivády-nemzetség már 34 tagot számlált és a hagyományos kisparaszti -gazdálkodó életmód keretei között élt.
Ma is igen gyakori a településen az Ivády-Ivádi családnév. A közel 400 lelkes község 70%-ának megegyezik a vezetékneve. Nem véletlen, hogy rokonházasságról híres a falu. Nemeskéri János antropológus sokat foglalkozott a faluval, 1936-tól kezdve mindennapos látogatónak számított.
A Ivády családfára vonatkozó számos érdekességet tudhatunk meg a település honlapjáról.

## Közélete

### Polgármesterei
- 1990–1994: Bacsó István (független)[3]
- 1994–1998: Bacsó István (független)[4]
- 1998–2002: Forgó István (MSZP)[5]
- 2002–2006: Ivády Gábor (független)[6]
- 2006–2010: Ivády Gábor (MDF)[7]
- 2010–2014: Ivády Gábor (LMP,[8] 2010 októberétől független)
- 2014–2019: Valyon László (Fidesz-KDNP)[9]
- 2019–2024: Valyon László (Fidesz-KDNP)[1]
- 2024– : Ivády Zsolt (Fidesz-KDNP)[10]

## Népesség
A település népességének változása:
| Lakosok száma | 362  | 372  | 365  | 346  | 328  | 339  | 337  |
|               | 2013 | 2014 | 2015 | 2021 | 2022 | 2023 | 2024 |

### Népcsoportok
2001-ben a település lakosságának 95%-a magyar, 5%-a cigány nemzetiségűnek vallotta magát.
A 2011-es népszámlálás során a lakosok 88,5%-a magyarnak, 8,6% cigánynak, 0,3% németnek, 0,5% románnak mondta magát (10,7% nem nyilatkozott; a kettős identitások miatt a végösszeg nagyobb lehet 100%-nál). A vallási megoszlás a következő volt: római katolikus 63%, református 2,3%, evangélikus 0,3%, görögkatolikus 0,3%, felekezeten kívüli 6,5% (23,2% nem nyilatkozott).
2022-ben a lakosság 85,1%-a vallotta magát magyarnak, 7% cigánynak, 0,3% örménynek, 0,3% németnek, 1,8% egyéb, nem hazai nemzetiségűnek (14,3% nem nyilatkozott; a kettős identitások miatt a végösszeg nagyobb lehet 100%-nál). Vallásuk szerint 40,2% volt római katolikus, 2,4% református, 0,3% evangélikus, 0,3% izraelita, 0,9% egyéb keresztény, 1,8% egyéb katolikus, 9,1% felekezeten kívüli (44,5% nem válaszolt).

## Nevezetességei
- Homokkőkopár
- Késő barokk temploma 1803-ban épült.
- A hajdan szép Ivády kastély ma magánkézben van.
- A nevezetességek megtekinthetők a településről készített panorámaképeken is.

## Érdekességek
- A településen évszázadokon keresztül egymás között házasodtak az emberek, ami nemzetközi szinten is ritkaságszámba megy. Ennek ellenére nem tapasztalhatók genetikai torzulások, mint a kutatók által ismert három hasonló populációnál. Az Ivádyak igen kiterjedt családfája a település honlapján megtekinthető.[14]
- A település korábbi polgármestere, Ivády Gábor a falu új játszóterének felépítése érdekében internetes csereberét indított. A kezdő cseretárgy az ivádi zászló asztali változata volt, 500 forint értékben. A csereakció a Sláger rádió egyik reggeli adása után gyorsult fel jelentősen.[15]
- A volt polgármester másik, országos hírnevet kapott akciója az volt, amikor lehetőséget akart biztosítani arra, hogy aki egy bizonyos összeget befizet, az utcát nevezhessen el tetszőleges személyről a településen.
- 2008 októberében ugyanő egy ideig felfüggesztette polgármesteri tevékenységét: az Országház mellett, a József Attila-szobornál koldult, illetve szendvicsemberként a Parlament körül sétálgatott. Ivády ezt azzal indokolta, hogy bár a község megnyert egy uniós pályázatot, a szükséges önrészt saját erőből nem tudta volna hozzátenni. Az akció hatására csaknem tíz és félmillió forintos kamatmentes támogatást adott a falunak a XVI. kerületi önkormányzat, s ebből a pénzből Ivád meg tudta venni a falugondnoki szolgálat bevezetéséhez szükséges kisbuszt.[16][17]
- A Heti Hetes című műsor keretén belül (2009. február 8-ai adás) Ivády Gábor Ivád hírnökévé kérte fel Gálvölgyi János színészt, aki ezt el is fogadta. A polgármester aki már több alkalommal is megjelent a Heti Hetes közönségében, többeket is felkért a műsorból kistelepülések hírnökének, mely kéréseket minden érintett úgyszintén elfogadta.
- 2009. augusztus 15-én került megrendezésre a falunap, amely a Batyus Galopp nevet kapta, a Nemzeti Vágta paródiájaként.